# Aran Hakutora
Aran Hakutora (阿覧 欧虎), de son vrai nom Alan Gabaraev, est un lutteur sumo né à Vladikavkaz en Russie le 31 janvier 1984. Commençant une carrière professionnelle en janvier 2007, il parvient à atteindre la première division (makuuchi) en seulement onze tournois. Le plus haut rang qu'il ait atteint est sekiwake. Il fut second deux fois de suite aux tournois de mai et juillet 2010 et a reçu deux prix spéciaux pour sa combativité (Kantō-shō). Il combat pour l'école Mihogaseki et mesure 1,87 m pour 141 kg. Il annonce sa retraite du sumo le 3 octobre 2013.

## Carrière
Hakutora est né le 31 janvier 1984 à Vladikavkaz en Ossétie-du-Nord-Alanie alors en URSS,, dans la même région que ses compatriotes sumo Rohō Yukio et Hakurozan Yūta. Il commence dans la lutte amateur et gagne le championnat junior de Russie. En octobre 2006, il remporte le championnat du monde amateur de sumo qui eut lieu à Saitama au Japon, où il battit Kiyoseumi Takayuki. En décembre de la même année, il rejoignit l'école Mihogaseki. Les règles dans le sumo sont très strictes et n'autorisent qu'un seul étranger par heya (école), ainsi le départ de l'Estonien Baruto Kaito pour l'école Onoe lui permit de prendre sa place .
Il fit ses débuts professionnels en janvier 2007, aux côtés de Yamamotoyama Ryūta. Bien qu'il ne gagnât alors que deux de ses cinq combats, il remporta le championnat de la sixième division (Jonokuchi) au tournoi suivant avec un score parfait de 7 victoires pour 0 défaite (7-0), et atteint la seconde division (Jūryō) en juillet 2008, un an et demi après ses débuts. Il devint le quatrième Russe présent dans les deux premières divisions (Sekitori) avec Rohō Yukio, Hakurozan Yūta et Wakanohō Toshinori (mais du fait du bannissement de ces trois-derniers pour usage de cannabis, il est maintenant le seul). Il rentra dans la première division (makuuchi) en novembre 2008 après deux autres tournois et avoir remporté le championnat de la deuxième division (Jūryō) avec un résultat de 12 victoires pour 3 défaites (12-3). Il a le record de la progression la plus rapide de ses débuts jusqu'en première division avec 11 tournois (partagé avec le Bulgare Katsunori Kotoōshū).

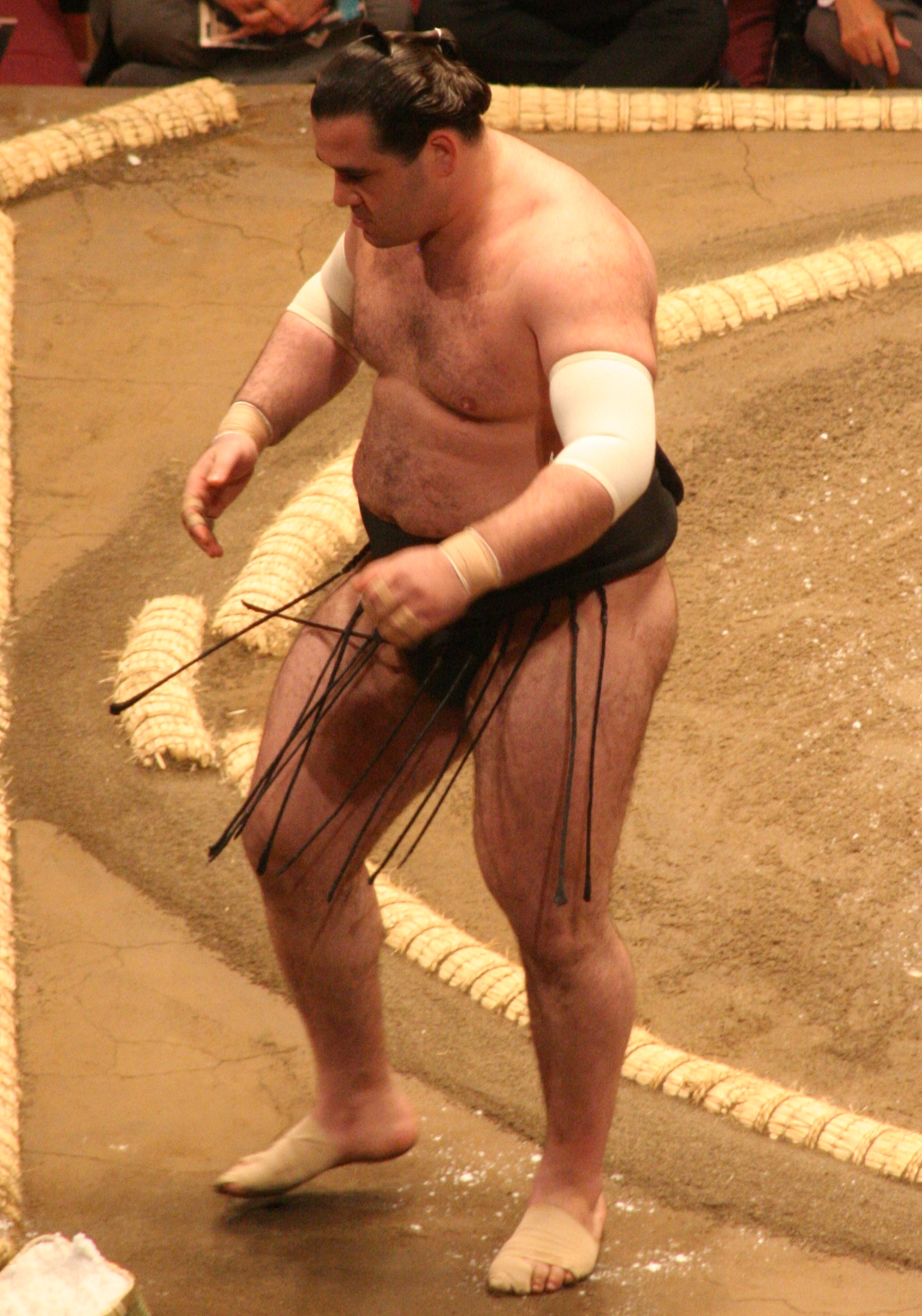
Aran en mai 2009.

Avant le tournoi de janvier 2009, où il eut un score de 5-10, Aran n'avait eu que des résultats positifs à chacun de ses tournois. Il se ressaisit cependant aux deux tournois suivants, où il obtint le rang de maegashira 1 lors du tournoi de juillet 2009 à Nagoya. Il battit l'ōzeki Kōhei Harumafuji, mais ne réussit à gagner que trois autres combats sur quinze. Après trois tournois difficiles, il retourna dans les hauts niveaux des maegashira pour le tournoi de mars 2010, mais il perdit 14 de ses 15 combats. Il rattrapa cependant cette performance désastreuse au tournoi suivant où il eut un résultat de 12-3, finissant second derrière le yokozuna Shō Hakuhō et recevant un prix spécial (partagé avec un autre lutteur) pour sa combativité (Kantō-shō), le premier de sa carrière. Il fit une autre bonne performance au tournoi de juillet, gagnant 11 combats sur 15 avec le rang maegashira 2, finissant deuxième et eut un nouveau prix spécial (encore partagé) pour sa combativité (Kantō-shō).
Au tournoi de septembre 2010, il entra dans les quatre premiers niveaux (San'yaku) de la division avec sa promotion au rang de Sekiwate, devenant le premier membre de l'école Mihogaseki à atteindre ce niveau depuis l'actuel maître de l'école, Masuiyama Daishirō II, en 1984. Il termina sur un score négatif de 7-8, sa seule victoire notable fut celle contre l'ōzeki âgé Hiroyuki Kaiō le dernier jour. Il fut rétrogradé au rang de Komusubi, et eut encore un résultat négatif (4-11) en juillet. En janvier 2011, il battit l'ōzeki Baruto Kaito mais finit avec un score de 5-10, et son résultat de 6-9 en mai, malgré une victoire sur Katsunori Kotoōshū, fut son quatrième résultat négatif consécutif. Il revint en forme en juillet 2011, avec un score de 10-5 et de bonnes chances de remonter au rang de Komusubi.

## Style de combat
Aran favorise les techniques migi-yotsu (main gauche à l'extérieur et main droite à l'intérieur pour agripper la ceinture (Mawashi) de son adversaire), yori (grappling) et oshi (poussée).
Il fut critiqué pour ne pas aller assez de l'avant pendant les combats et pour s'appuyer fortement sur des henka (pas sur le côté) et des techniques kimarite. À peu près un tiers de toutes ses victoires l'ont été avec des hataki-komi (claques légères), un taux beaucoup plus élevé que celui des autres lutteurs.

## Vie personnelle
En janvier 2009, il annonce son mariage avec une autre Russe, bien que le couple soit en fait réellement marié depuis juin 2008. Ils ont eu un fils en février 2010.
En janvier 2010, il révéla avoir été opéré pour un cancer de la bouche en décembre 2008. L'opération pour retirer la tumeur maligne fut un succès, mais elle lui causa une perte de 20 kg.

## Résultats par basho
| Année | Janvier Hatsu basho, Tokyo     | Mars Haru basho, Osaka               | Mai Natsu basho, Tokyo         | Juillet Nagoya basho, Nagoya  | Septembre Aki basho, Tokyo         | Novembre Kyūshū basho, Fukuoka       |
| --- | ------------------------------ | ------------------------------------ | ------------------------------ | ----------------------------- | ---------------------------------- | ------------------------------------ |
| 2007 | (Maezumo)                      | Jonokuchi de l’Est #33 7–0– CHAMPION | Jonidan de l’Ouest #26 6–1     | Sandanme de l’Est #60 5–2     | Sandanme de l’Est #31 6–1          | Makushita de l’Ouest #49 6–1         |
| 2008 | Makushita de l’Est #21 6–1     | Makushita de l’Est #5 4–3            | Maegashira de l’Ouest #2 5–2   | Jūryō de l’Est #14 10–5       | Jūryō de l’Ouest #6 12–3– CHAMPION | Maegashira de l’Ouest #10 8–7        |
| 2009 | Maegashira de l’Ouest #6 5–10  | Maegashira de l’Ouest #11 10–5       | Maegashira de l’Ouest #4 8–7   | Maegashira de l’Est #1 4–11   | Maegashira de l’Est #7 7–8         | Maegashira de l’Est #8 7–8           |
| 2010 | Maegashira de l’Ouest #10 10–5 | Maegashira de l’Ouest #2 1–14        | Maegashira de l’Est #10 12–3 C | Maegashira de l’Est #2 11–4 C | Sekiwake de l’Est #1 7–8           | Komusubi de l’Est #1 4–11            |
| 2011 | Maegashira de l’Est #3 5–10    | # Tournoi annulé 0–0–15              | Maegashira de l’Est #5 6–9     | Maegashira de l’Ouest #6 10–5 | Komusubi de l’Ouest #1 5–10        | Maegashira de l’Est #3 4–11          |
| 2012 | Maegashira de l’Est #7 8–7     | Maegashira de l’Ouest #4 9–6         | Maegashira de l’Est #1 5–10    | Maegashira de l’Est #5 9–6    | Maegashira de l’Est #2 3–12        | Maegashira de l’Ouest #7 8–7         |
| 2013 | Maegashira de l’Ouest #4 7–8   | Maegashira de l’Est #5 8–7           | Maegashira de l’Ouest #3 4–11  | Maegashira de l’Est #10 8–7   | Maegashira de l’Est #7 3–12        | Maegashira de l’Est #16 Retraite 0–0 |
| Résultats sous la forme victoires – défaites – absences Champion du tournoi Vice-champion du tournoi Retraite Divisions inférieures Non-participation Sanshō : C = Combativité ; P = Performance exceptionnelle ; T = Technique Aussi représentés : ★ = Kinboshi ; P = Playoff(s) Divisions : Makuuchi — Jūryō — Makushita — Sandanme — Jonidan — Jonokuchi Rangs Makuuchi : Yokozuna — Ōzeki — Sekiwake — Komusubi — Maegashira |                                |                                      |                                |                               |                                    |                                      |